# Pelecopsis agaetensis
Pelecopsis agaetensis är en spindelart som beskrevs av Jörg Wunderlich 1987. Pelecopsis agaetensis ingår i släktet Pelecopsis och familjen täckvävarspindlar.
Artens utbredningsområde är Kanarieöarna. Inga underarter finns listade i Catalogue of Life.